# Basilika Maria Geburt (Senglea)

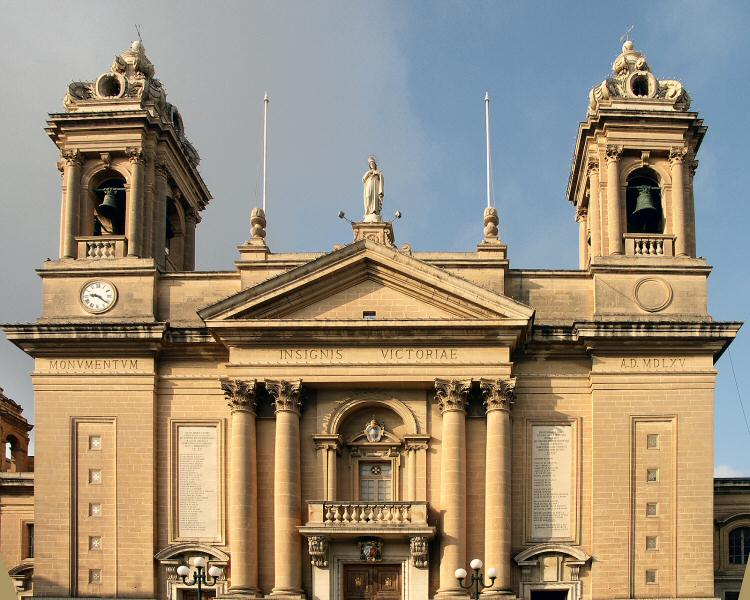
Fassade

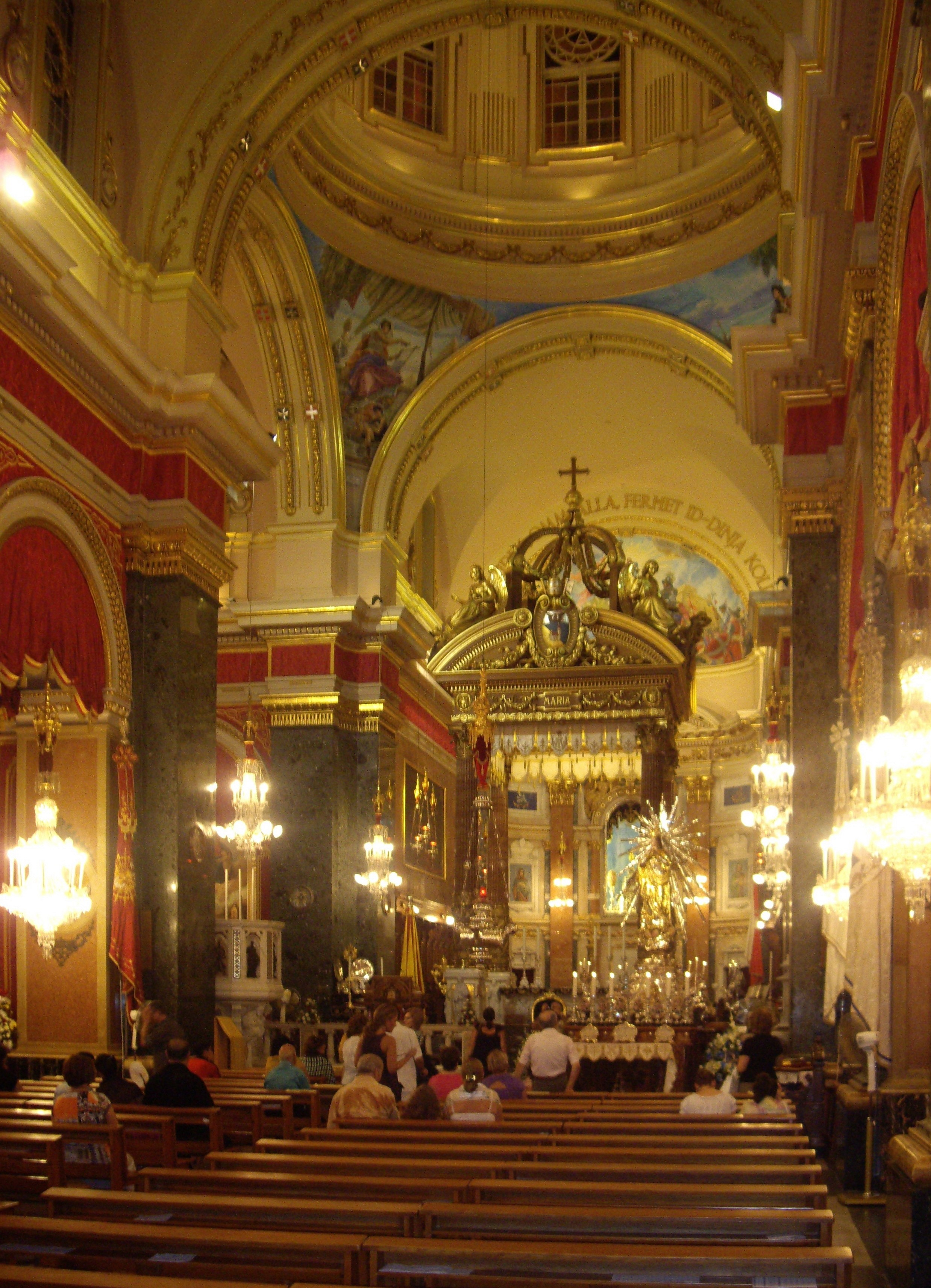
Innenansicht

Die Basilika Mariä Geburt (englisch Basilica of the Nativity of Our Lady, maltesisch Ta’ Marija Bambina) ist eine Kirche im Stil der Renaissance in der maltesischen Hafenstadt Senglea auf der Insel Malta und gehört zum Erzbistum Malta.
Sie wurde am 11. November 1920 von Papst Benedikt XV. zur Basilika erhoben. 

## Baugeschichte
Der Sieg der Christen über die Belagerer während der ersten Großen Belagerung am Fest Mariä Geburt 1565 wird der Heiligen Jungfrau zugesprochen, daher ist die Kirche Mariä Geburt geweiht und als Siegesmonument zu verstehen. Der Bau der Kirche wurde 1580 vollendet. Vermutlich wurde sie unter Vittorio Cassar errichtet, gesichert ist das aber nicht. Bereits ein Jahr nach der Vollendung wurde die Kirche 1581 zur Pfarrkirche mit eigener Gemeinde erhoben. Die Kirchweihe erfolgte erst am 20. Oktober 1743. Am 21. Mai 1786 wurde die Kirche von Papst Pius VI. zur Stiftskirche erhoben. 
Am 11. Juni 1940 erfolgte der erste Luftangriff auf Senglea, bei dem auch die Kirche beschädigt wurde. Ein weiterer Angriff am 16. Januar 1941 zerstörte einige Altäre, Teile der Seitenschiffe und das Sakraments-Oratorium. Nur drei Tage später fiel eine weitere Bombe in die Kirche und demolierte das Langschiff, woraufhin die Marien- und die Christ-Erlöser-Statue nach Birkirkara ausgelagert wurden. Die endgültige Zerstörung der Kirche erfolgte im April 1942, als eine Bombe auf der Galerie detonierte. Sämtliche Wandpfeiler, die Sakramentskapelle, das Oratorium und die Apsis wurden zerstört. Kurz darauf wurde die Kirche ab 1946 unter Giuseppe Caruana und Giuseppe Sammut wieder aufgebaut, jedoch stürzte während der Wiederaufbauarbeiten die Fassade ein, sodass auch sie wiedererrichtet werden musste. Die Entwürfe für den Wiederaufbau stammen von Vincenzo Bonello. Am 24. August 1956 konnte die Kirche von  Erzbischof Michele Gonzi erneut geweiht werden, wobei tausende Malteser, die aus dem ganzen Land anreisten, anwesend waren. Einen Tag nach der Wiederweihe konnte die Marienstatue aus Birkirkara in die Basilika Mariä Geburt zurückkehren.

## Ausstattung (Auswahl)
Die Hauptattraktion der Basilika, eine Holzstatue Marias, genannt Il-Bambina, wurde 1618 geschnitzt, 1631 bemalt und vergoldet. Der Schöpfer dieser Statue ist unbekannt. Nach der Krönung der Marienstatue 1921 wurde die Kirche Heiligtum. Sie ist die einzige gekrönte Statue auf Malta. Die Krone enthält Diamanten und andere Edelsteine. Um die Statue herum befinden sich vier Silberengel, die 1934 geschaffen wurden. 1956 wurde eine weitere aus Marmor bestehende Marienstatue, die 1956 geweiht wurde, aufgestellt. Sämtliche Marmorarbeiten stammen aus der italienischen Toskana, die Stuckarbeiten von Vincenzo Apap aus Malta. An der Decke befinden sich die vier Wappen von Papst Benedikt XV., Erzbischof Mauro Caruana, des Stifts Senglea und des Großmeisters La Sengle. Die Säulen zeigen 16 Heilige, die mit Maria in Verbindung stehen: vier Evangelisten, vier Päpste, vier Kirchenlehrer und vier Gründer christlicher Orden. Weiterhin beherbergt die Kirche sieben Glocken.